# Mālpils kommun
Mālpils kommun (lettiska: Mālpils novads) var en kommun i Lettland. Den låg i den centrala delen av landet, 50 km öster om huvudstaden Riga. Antalet invånare var 4 103. Arean var 221 kvadratkilometer. Mālpils novads gränsade till Siguldas novads, Amatas novads, Ogres novads och Ropažu novads.
2021 slogs kommunen samman med Sigulda kommun.
Följande samhällen fanns i Mālpils novads:
- Mālpils